# Доманский, Игорь Васильевич
Игорь Васильевич Доманский (6 ноября 1937, Ленинград) — советский и российский учёный, специалист по гидромеханике сплошных сред и явлениям переноса в неоднородных системах, оборудованию с перемешивающими устройствами, пленочным и роторным пленочным аппаратам.

## Биография
В детские годы пережил блокаду Ленинграда. По окончании авиаприборостроительного техникума поступил в Ленинградский технологический институт им. Ленсовета, откуда был направлен в Пражский политехнический институт, который успешно окончил по специальности «Точная механика и оптика» в 1961 году. Прошёл стажировку в Пражском НИИ автоматизации химической промышленности.
Вернувшись в Технологический институт в 1962 году был принят на кафедру ОХБА (оптимизации химической и биотехнологической аппаратуры), вскоре стал преподавателем по курсу «Гидравлика и гидравлические машины».
В 1976 году защитил докторскую диссертацию на тему «Гидродинамика и теплообмен в газожидкостных аппаратах химической технологии» и продолжил научную работу в области пленочных аппаратов (со свободно стекающей плёнкой, а также роторных пленочных аппаратов).
В 1990-е годы освоил компьютерные методы расчёта и успешно внедрял их как в научную, так и в учебную работу. В частности, при переходе к планам обучения бакалавров разработал учебный курс «Основы научных исследований», в котором в доступной форме излагаются методы использования программной среды MathCad для обработки результатов измерений и математического моделирования.
С 1992 по 2008 года заведовал кафедрой оптимизации химической и биотехнологической аппаратуры Санкт-Петербургского государственного технологического института. С 2008 года — профессор.
Автор ряда патентов и научных публикаций. Подготовил около 20 кандидатов наук.

## Публикации
- В. Н. Соколов, И. В. Доманский. Газожидкостные реакторы. — Л.: Машиностроение. Ленингр. отд-ние, 1976. — 214 с.
- И. В. Доманский. Насосы и компрессоры. — Л.: ЛТИ, 1984. — 60 с.
- И. В. Доманский. Гидравлика, гидравлические машины и компрессоры. — Л.: ЛТИ, 1980. — 84 с.
- Доманский И.В., Исаков В.П., Островский Г.М. и др. Машины и аппараты химических производств: Примеры и задачи. — Л.: Машиностроение, 1982. — 384 с.
- И. В. Доманский. Гидравлика и гидравлические машины. — Л.: ЛТИ, 1989. — 86 с.
- И. В. Доманский и др. Машины и аппараты химических производств: Прим. и задачи / под общ. ред. В. Н. Соколова. — 2-е изд., перераб. и доп.. — СПб.: Политехника, 1992. — 326 с. — ISBN 5-7325-0009-X.
- Доманский И. В., Давыдов И. В., Малофеев М. Н. Энергозатраты на транспортирование сгущённого осадка к разгрузочным патрубкам в радиальных сгустителях // Цветные металлы : журнал. — 2017. — № 893. — С. 8—12. — doi:10.17580/tsm.2017.05.01.
- I.V.Domanskii, A.I.Mil’chenko, N.V.Vorob’ev-Desyatovskii. Large size agitators with precession impeller for ore slurries—Study, design, tests // Chemical Engineering Science : журнал. — 2011. — С. 2277—2284. — doi:10.1016/j.ces.2011.01.035.